# Ipimorpha conjuncta
Ipimorpha conjuncta là một loài bướm đêm trong họ Noctuidae.